# 배꼽 버스
"배꼽 버스"는 한국에서 제작된 박광우 감독의 1995년 코미디, 멜로/로맨스 영화이다. 김수정 등이 주연으로 출연하였고 김보식 등이 제작에 참여하였다.

## 출연

### 주연
- 김수정
- 김휘진
- 김인문
- 사미자
- 최학락

## 기타
- 조명: 조길수
- 연출부: 박성식
- 연출부: 김호은
- 스크립터: 한정희
- 조감독: 조진희
- 녹음: 소원종
- 음향: 양대호
- 의상: 한정희
- 스틸사진: 하시운